# AN-M47
Die AN-M47 war eine US-amerikanische Fliegerbombe, die während des Zweiten Weltkrieges produziert und eingesetzt wurde.

## Entwicklung
Die AN-M47 wurde vom Chemical Warfare Service (CWS) in den 1930er Jahren als Fliegerbombe für chemische Kampfstoffe entwickelt. Von diesen mit dem Kampfstoff Senfgas (Bis(2-chlorethyl)sulfid) gefüllten Bomben wurden in dieser Zeit 539.727 Stück produziert. Nach dem Befüllen der ersten Chargen wurde entdeckt, dass einige der dünnwandigen Bomben leckten und der Kampfstoff auslief. Daraufhin wurden die leeren Bombenhüllen im Pine Bluff Arsenal und im Edgewood Arsenal gelagert und sollten dort bei Bedarf mit dem Kampfstoff befüllt werden. Im Jahr 1940 wandten sich die United States Army Air Forces auf der Suche nach einer Fliegerbombe für flüssige Brandkampfstoffe an den Chemical Warfare Service. Dieser stellte der USAAF die massenhaft zur Verfügung stehenden leeren AN-M47-Bombenhüllen zur Verfügung. Nach ersten positiven Versuchen mit AN-M47 Bomben, gefüllt mit weißem Phosphor, wurden daraufhin für die United States Air Force nochmals rund 3,5 Millionen AN-M47-Bomben produziert.

## Technik
Die Bombe hatte eine zylindrische, längliche Rumpfform mit einem kreisrunden Querschnitt. Die dünnwandige Bombenhülle bestand aus gefalzten und geschweißten Blechen und hatte eine halbkugelförmige Nase. Am Heck waren vier Stabilisierungsflächen angebracht. Die Bombe hatte eine blau-graue Grundfarbe. Zwei grüne Streifen kennzeichneten die mit Senfgas gefüllten Bomben. Die Bomben mit weißem Phosphor waren mit einem gelben Streifen markiert. Ein violetter Streifen markierte die übrigen, mit Brandstoffen gefüllten, Bomben. Die Bombe war 1,31 m lang, hatte einen Durchmesser von 206 mm und wog leer je nach Ausführung 9,1–13,2 kg. In der Mitte des kreisrunden Bombenrumpfes befand sich ein Zentralrohr mit der M4-Aufreiß- und Anzündladung. Diese bestand aus 453 g Tetryl mit 50 % Magnesiumbeimischung.
Als Kopfzünder für die Bombe wurden die Trägheitsaufschlagzünder M108 oder M126 verwendet. Diese wurden an der Bombennase auf die M4-Ladung aufgeschraubt. Beim Abwurf wurde die Sicherungsleine an dem Zünder ausgerissen und der Zünder wurde durch das Windrad geschärft. Beim Aufschlag detonierte der Zünder und zündete die Aufreiß- und Anzündladung. Durch deren Explosion wurde die flüssige Bombenfüllung entzündet und in einem Radius von 15 bis 20 m verspritzt. Die Brandladung hatte je nach Typ eine Brenndauer von 5–10 Minuten bei einer Brandtemperatur von 800–1.600 °C. War die AN-M47-Bombe mit Senfgas gefüllt, so wurde durch die Detonation der Aufreißladung der flüssige Kampfstoff auf eine Fläche von 600 bis 700 m² verspritzt. Wurde die AN-M47 aus einer Flughöhe von 7.620 m (25.000 Fuß) abgeworfen, hatte sie beim Einschlag eine Geschwindigkeit von rund 251 m/s. Aus dieser Abwurfhöhe konnte die AN-M47A1 12,7 cm Stahlbeton durchschlagen. Oft kam es aber vor, dass beim Aufschlag auf den Erdboden das schwere Zentralrohr mit dem Zünder aus der Wandung herausgerissen wurde. Da der M108-Zünder nicht schnell genug reagierte, wurde so das Zentralrohr in den Boden versenkt, während der Bombenkörper an der Erdoberfläche verblieb. Mit der Einführung von besseren Zündern konnte dieser Mangel behoben werden.
Die AN-M47-Bomben konnten mittels Litzen zu losen Bombenpaketen zusammengebunden werden. Am häufigsten wurde aus 3–6 Bomben ein sogenannter M35/T19 Cluster Adapter erstellt. Mit Hilfe dieser Adapter konnte ein Bomber vom Typ B-29 Superfortress mit bis zu 184 AN-M47-Bomben beladen werden.
Die dünnwandigen Bomben waren infolge Korrosion und Fabrikationsmängeln z. T. undicht, so dass die flüssige Bombenfüllung in den Depots auslief. Dies war bei den mit Phosphor gefüllten Bomben besonders problematisch, da sich der Phosphor beim Kontakt mit Luft entzünden konnte. Trotz der Imprägnierung der Bombeninnenseite und der Verstärkung der Bombenhülle konnte dieser Mangel erst mit der Ausführung AN-M47A4 behoben werden.

## Varianten
- AN-M47 mit einer Bombenhülle mit 0,8 mm Wandstärke:
  - AN-M47 H
  - AN-M47 IM
  - AN-M47 NP
  - AN-M47 CR
  - AN-M47 SR

- AN-M47A1 mit einer Bombenhülle mit 1,6 mm Wandstärke und M126-Zünder:
  - AN-M47A1 H
  - AN-M47A1 WP
  - AN-M47A1 IM
  - AN-M47A1 NP

- AN-M47A2 mit einer Bombenhülle mit 1,6 mm Wandstärke und einem Öl-Anstrich an der Innenwand der Bombenhülle:
  - AN-M47A2 H
  - AN-M47A2 WP
  - AN-M47A2 IM
  - AN-M47A2 NP

- AN-M47A3 mit einer Imprägnierungsschicht auf der Bombeninnenseite, eingeführt Ende 1944:
  - AN-M47A3 NP
  - AN-M47A3 IM
  - AN-M47A3 PWP

- AN-M47A4, mit verstärkten Aufhängevorrichtungen und M159-Zünder, nach dem Zweiten Weltkrieg hergestellt:
  - AN-M47A4 WP
  - AN-M47A4 PWP
  - AN-M47A4 IM
  - AN-M47A4 NP
  - AN-M47A4 PT1

Füllungen:
- CR: mit einer Füllung aus Phosphor, Naturkautschuk, Natriumhydroxid, Kokosöl und Wasser.
- IM: Gefüllt mit einer Mischung aus 19 kg Benzin, Butylmethacrylat, Stearinsäure und Calciumoxid.
- N: mit einer Füllung aus 33 kg Senfgas.
- NP: mit einer Füllung aus 18 kg Napalm.
- PT1: Gefüllt mit 19 kg Pyrogel PT-1, einer Mischung aus Benzin, Butylmethacrylat, Magnesiumpulver, Kerosin sowie Erdölrückständen, Asphalt, Aktivkohle und Natriumnitrat.
- PWP: mit einer Füllung aus 33 kg trockenem Phosphor.
- SR: mit einer Füllung aus weißem Phosphor und Naturkautschuk.
- WP: mit einer Füllung aus 33 kg weißem Phosphor.[4][5][6]

## Einsatz

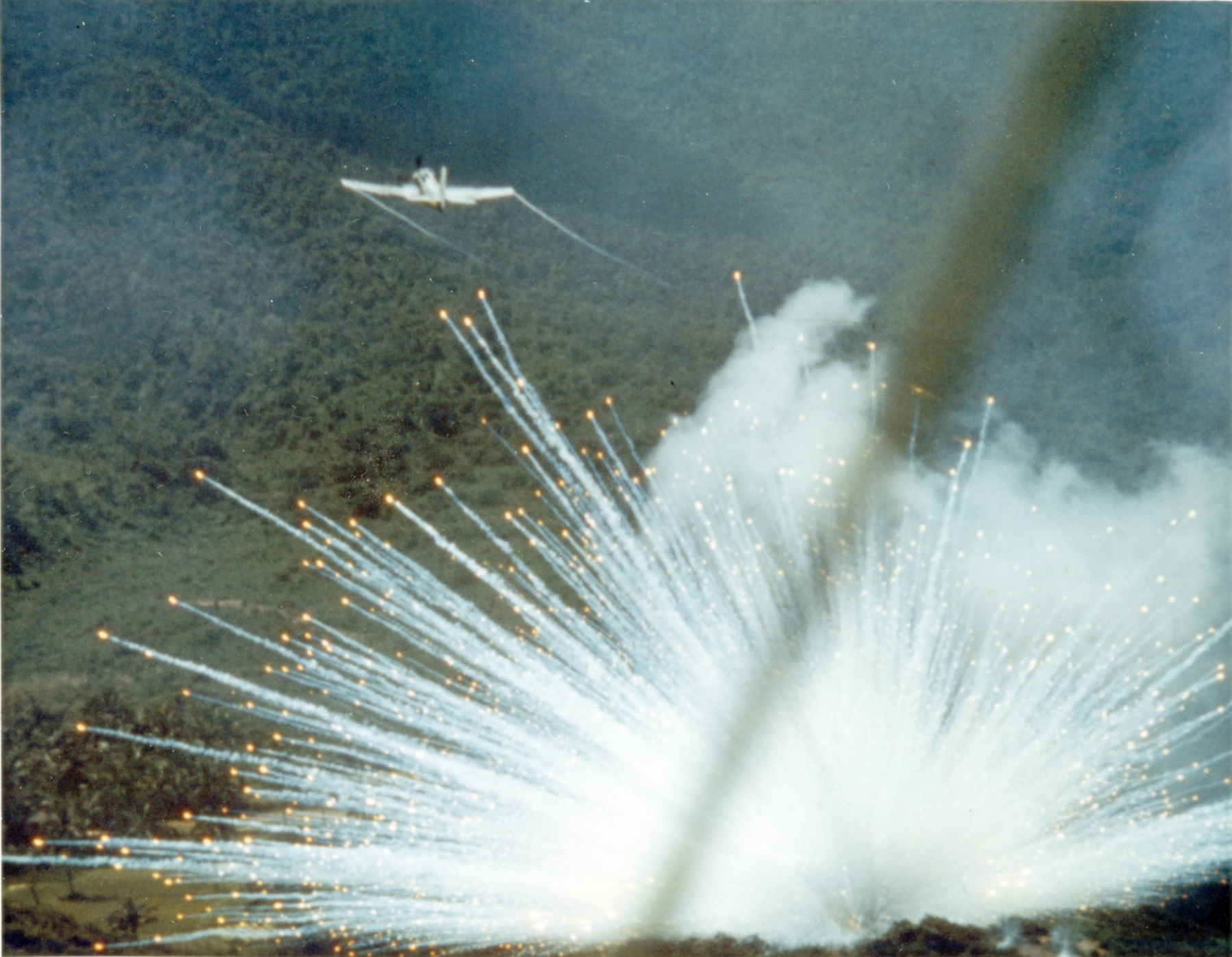
Einsatz einer AN-M47-Phosphorbombe 1966 im Vietnamkrieg

Anfang der 1940er Jahre kam die AN-M47-Brandbombe versuchsweise in Europa und auf den asiatischen Kriegsschauplätzen zum Einsatz. Die primären Einsatzplattformen waren die Bomber B-17 Flying Fortress (max. 42 AN-M47-Bomben), B-24 Liberator (max. 52 AN-M47-Bomben), B-25 Mitchell (je nach Typ 20–30 AN-M47-Bomben) und später die B-29 Superfortress (max. 184, normal 80 AN-M47-Bomben). Der erste großangelegte Angriff mit AN-M47-Bomben erfolgte am 9. Oktober 1943 auf das Montagewerk von Focke-Wulf bei Marienburg. Die Fabrik wurde durch die mit Napalm und Phosphor befüllten Bomben nahezu komplett zerstört. Der nächste Einsatz der AN-M47 erfolgte am 14. Oktober 1943 bei dem Luftangriff auf die Kugellagerwerke in Schweinfurt. Danach kam die AN-M47 bei den Bombenangriffen auf deutsche Städte zum Einsatz. Vielfach wurde der Bombentyp zur Zielmarkierung verwendet.
Der erste großangelegte Angriff mit AN-M47-Bomben auf dem asiatischen Kriegsschauplatz erfolgte am 11. Februar 1945 beim Bombenangriff auf Rangun. Danach kam der Bombentyp bei den Vernichtungsangriffen auf die japanischen Städte Osaka, Kōbe, Yokohama, Tokio und Nagoya zum Einsatz. Zwischen Januar und Juni 1945 wurden über 10.598 Tonnen AN-M47 auf japanische Städte abgeworfen.
Der nächste Einsatz der AN-M47 erfolgte während des Koreakrieges Dort wurde der Bombentyp durch die Bomber B-29 Superfortress beim Flächenbombardement auf nordkoreanische Städte eingesetzt.
Der letzte Kriegseinsatz der AN-M47 erfolgte während des Vietnamkrieges. Dort kam dieser Bombentyp primär bei der Luftnahunterstützung und zur Zielmarkierung zum Einsatz. Als Einsatzplattformen wurden überwiegend die Flugzeuge A-26 Invader (max. 20 AN-M47 Bomben im Bombenschacht) und A-1 Skyraider eingesetzt. Daneben kam sie auch mit der A-37 Dragonfly zum Einsatz.